# Język wayuu

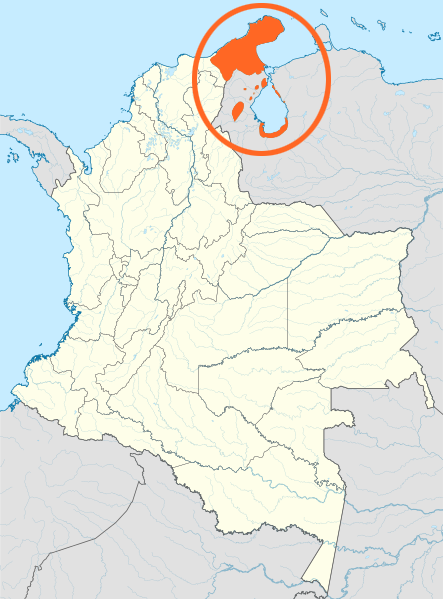
Zasięg występowania indian Guajiro i języka wayuu.

Język wayuu (lub goajiro) – język 321 tys. Indian Guajiro – rdzennych mieszkańców półwyspu Guajiro leżącego w północno-zachodniej Wenezueli i północno-wschodniej Kolumbii.
Wayuu jest jednym z głównych języków grupy języków arawackich. W zależności od regionu departamentu La Guajira występują jednak drobne różnice. Większość z przedstawicieli młodej generacji płynnie mówi po hiszpańsku.
W celu promowania integracji kulturowej i dwujęzycznej edukacji wśród Indian Guajiro i innych Kolumbijczyków, Centro Etnoeducativo Kamusuchiwo’u wyszło z inicjatywą utworzenia pierwszego ilustrowanego słownika wayuu-hiszpańskiego i hiszpańsko-wayuu. W grudniu 2011 fundacja Wayuu Tayá i firma Microsoft zaprezentowały pierwszy w historii słownik pojęć technologicznych w języku wayuu, który stworzony został po trzech latach pracy zespołu specjalistów IT i lingwistów.